# 東邦航空
東邦航空（日语：東邦航空），日本的地域航空公司，也是全日本唯一全採用直昇機作為運送機種的航空公司。經營着民用及商用的航空服務。
客運服務方面，現時主要經營伊豆群島之間的航班服務，並且以「東京愛之地 Shuttle」（東京愛らんどシャトル）名稱營運。東邦航空與另一間航空公司同樣服務伊豆群島的新中央航空一樣，其母公司均來自於富山縣南礪市發跡的川田科技。
除了營運客運服務之外，亦會接受商業公司、政府部門等的預約，進行大型器材搬運、醫療運輪、山麓運輸等服務，過往亦曾成立子公司「東邦航空救援」（トーホーエアーレスキュー）協助作山區救援事務，但2002年的一次救援任務中，時任東邦航空救援社長、當時正執行任務的篠原秋彥從救護網外墜下身亡
，及後中止了有關的工作。

## 定期航班
每天的航班都是先由八丈島出發，前往不同的島嶼後，最後返回八丈島作為止。
八丈島 - 青島 - 八丈島 - 御藏島 - 三宅島 - 大島 - 利島 - 大島 - 三宅島 - 御藏島 - 八丈島
（全部每日一往復，全年適用）

## 事業所
- 本社（東京直升飛機場）
- 調布事業所（調布飛行場）
- 東北事業所（仙台機場）
- 花卷事業所（花卷機場）
- 新潟事業所（新潟機場）
- 八丈島事業所（八丈島機場）
- 長野事業所（長野直升飛機場）
- 富山事業所（富山機場）
- 静岡事業所（靜岡直升飛機場（日语：静岡ヘリポート））
- 八尾事業所（八尾機場）
- 松本事業所（松本機場）

## 主要服務客戶

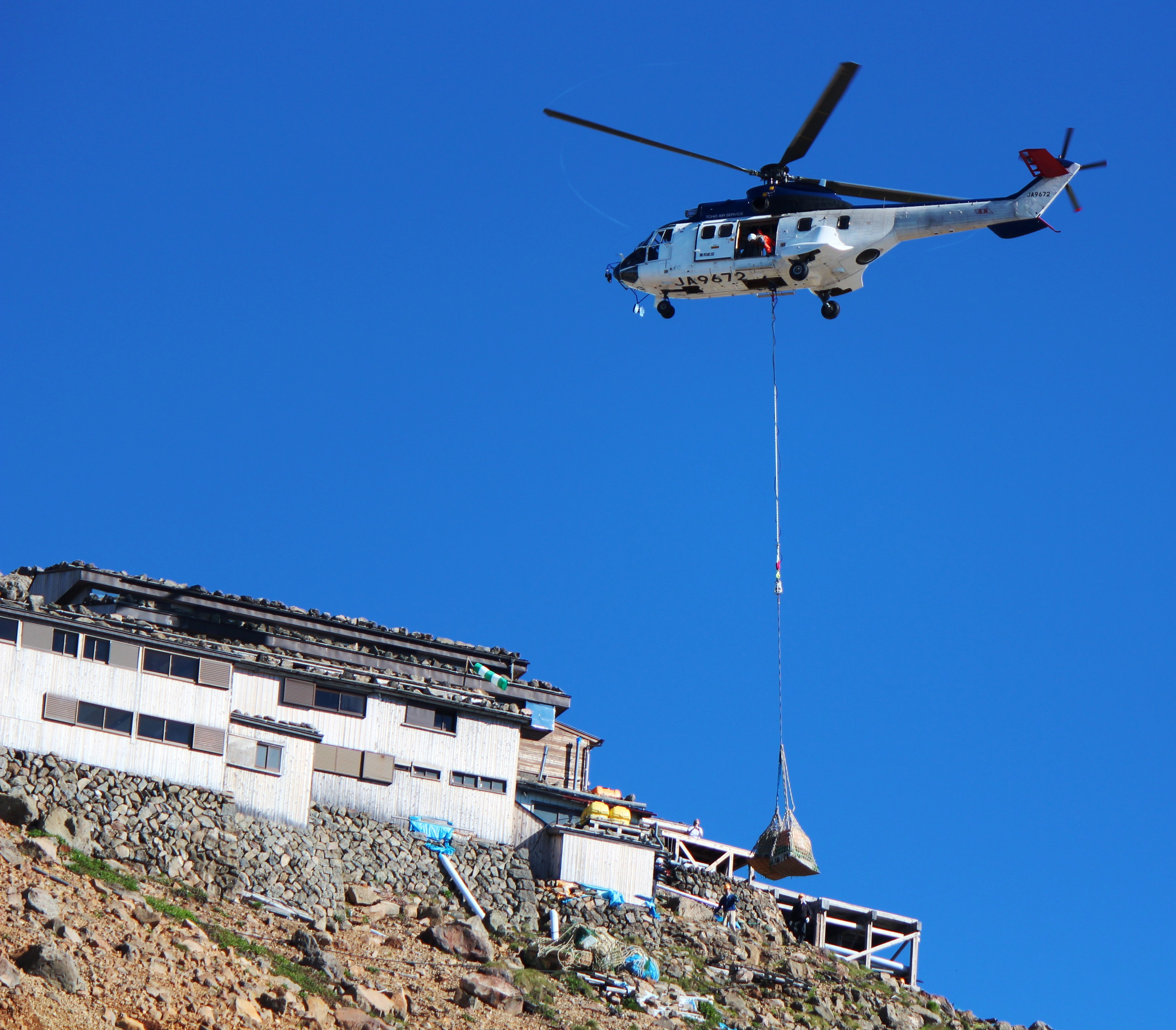
一架東邦航空AS332角直昇機正協助將物資運送至御嶽山上的山小屋。（2013年7月）

- 政府部門

國土交通省（東北地方整備局、關東地方整備局、北陸地方整備局）、環境省、林野廳、日本氣象協會
- 地方政府

岩手縣、山形縣、群馬縣、東京都、新潟縣、富山縣、静岡縣、奈良縣、和歌山縣、東京都島嶼振興公社
- 報紙、新聞社、通信社

產業經濟新聞社、日本經濟新聞社、信濃毎日新聞、河北新報、山形新聞、共同通信社
- 放送局、放送關連機構、電視台

日本放送協會、NHK科技、日本電氣、池上通信機、SONY、加藤電氣工業所、電氣興業、DENRO、東通國際
NNN系列：日本電視台、信州電視台、宮城電視台
ANN系列：朝日電視台、靜岡朝日電視台、長野朝日放送、新潟電視台21、東日本放送
JNN系列：東北放送
FNN系列：富士電視台、仙台放送
- 觀光

藤田觀光、JTB、白馬觀光開發、苗場山觀光、特種東海森林、北亞爾卑斯山小屋組合
- 其他

日本工程顧問、亞細亞航測、東日本旅客鐵道（JR東日本）、日本鋼纜、日本舖裝、新日本製鐵、神戶製鋼所、王子木材綠化、日清醫療食品

## 外部連結
- 東邦航空公式網站 （页面存档备份，存于）（日語）